# Rajola de mitgeria

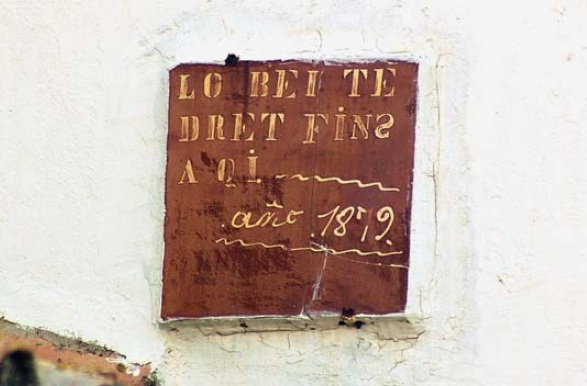
Rajola de mitgeria del carrer de Sant Pere

S'anomena rajola de mitgeria a una rajola típica de mitjan segle xix de Palafrugell i del seu entorn més immediat. Té senzilles inscripcions textuals, algunes amb la data, que pregonen, de manera pública i permanent, les condicions de mitgeria de parets situades a les partions entre propietats veïnes. Es troben fixades, de manera ben visible, a les parets a què es refereixen i evita els freqüents problemes entre veïns a l'hora d'interpretar els drets de cadascun, quant a les parets que els separen mútuament.

## Rajoles de mitgeria conservades
- Palafrugell: Carrer Ample, 64 / Ànimes, 12 / Ànimes, 16 (abans 12) / Bailèn, 60 / Begur, 38 / Begur, 59 / Botines, 8 / Botines, 24 / Bruc, 21 / Bruc, 43 / Bruguerol, 66 / Bruguerol, 74 / A tanca d'hort, al Bruguerol / Creu Roquinyola, 8, a la paret d'hort / Estrella, 6 / Font, 13 / Girona, 67 / A. Clavé, 50 / A. Clavé, 75 / Lluna, 34 / Lluna, 52 / Lluna, 54 / Nou, 9 / Palamós, 15 / Progrés, 25 / Sant Isidre, 8 / Sant Isidre, 11 / Santa Margarida, 15 / Sant Joan, 10 / Sant Josep, 12 / Sant Pere, 67 / Solarium, 13 / Tarongeta, 58 / Tarongeta, 87 / Torroella, 103 / Vilà, 11[2]
- Calella de Palafrugell. Carrer de Bofill i Codina, 26 / Noi Gran, 6 / Villaamil, 37[2]
- Llofriu. Carrer de la Barceloneta, 27 / Puig Montoriol, 15[2]